# Megachile pinguiventris
Megachile pinguiventris är en biart som beskrevs av Pasteels 1965. Megachile pinguiventris ingår i släktet tapetserarbin, och familjen buksamlarbin. Inga underarter finns listade i Catalogue of Life.